# Кеум (село)
Кеум — упразднённая в 2004 году село в Уватском районе Тюменской области. Входила в состав Сорового сельского поселения. В 2004 году исключено из учётных данных, в связи с прекращением существования.

## География
Располагалось в болотистой местности между реками Кеум и нижнем течением Вороньега, на расстоянии примерно 68 километров (по прямой) к востоку-северо-востоку от посёлка Демьянка.
Климат
Как и весь район, территория приравнена к районам Крайнего Севера.
Климат с продолжительной и холодной зимой с сильными ветрами и метелями, непродолжительным теплым летом, короткими переходными весенним и осенним сезонами. Среднемесячные значения изменяются от минус 22,0-19,2 °C в январе до плюс 16,9-17,6 °C в июле; при этом средняя температура зимних месяцев составляет минус 17,7-20,6 °C, летних — плюс 14,6-15,6 °C. Среднегодовое количество осадков составляет 559—676 мм. Устойчивый снежный покров образуется в среднем в конце октября. Число дней с устойчивым снежным покровом составляет 185—189 дней.

## Население
| 1989 | 2002 |
| ---- | ---- |
| 9    | ↘0   |